# Заря

Вечерняя заря во время гражданских сумерек

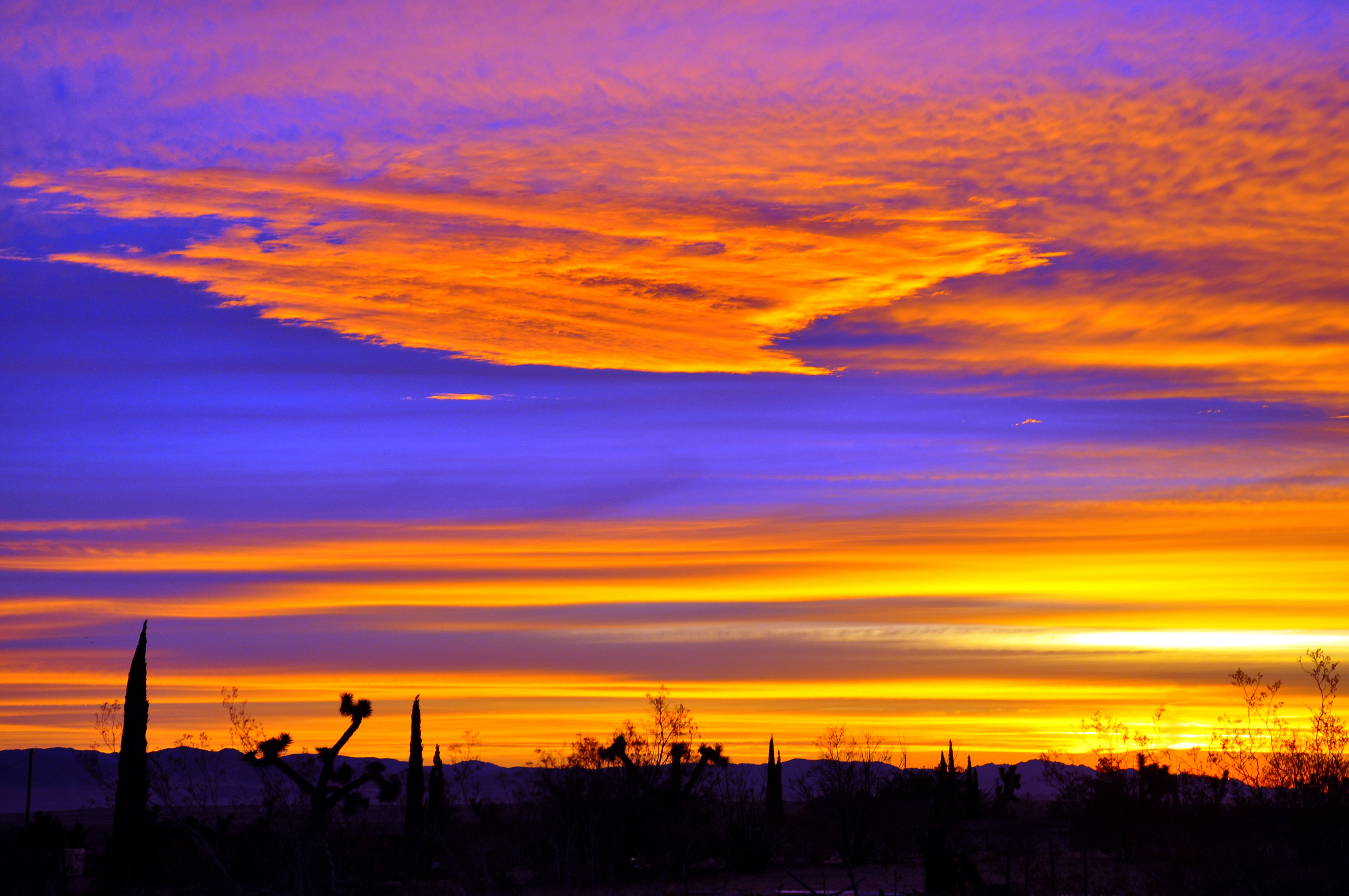
Утренняя заря в конце навигационных сумерек

Заря́ — совокупность красочных световых явлений в атмосфере, наблюдаемых при закате солнца (вечерняя заря) или перед его восходом (утренняя заря) и представляющих собой закономерную смену окраски неба. По другому определению, явление наблюдается после заката или перед восходом солнца, в основном во время гражданских сумерек.

## Этимология
ст.‑слав. зарѩ, зорѩ, укр. за́ря, болг. заря́  «луч, свет, утренняя заря», словен. zárja, чеш. zářе «сияние, блеск, свет», др.-пол. zarza; наряду с этим: укр. зоря́  «звезда, заря», болг. зора́  «утренняя звезда, утренняя заря», сербохорв. зо̀ра, вин. зо̏ру «заря», словен. zórja, чеш. zоřе, словац. zorа, пол. zorza, н.-луж. zoŕa «зарево». Родственно лит. žarijà, мн. žarýjos «раскаленные уголья», др.-прусск. sari ж. «жар», лит. žarà «заря», žėrė́ti, žėriù «сверкать, блестеть», žėrúoti «тлеть, светиться», žìrstu, žìrti «сыпать искры», ра̃žаras «отблеск зари».
Образовано от зара, в свою очередь произошедшего от зьрѣти «смотреть, видеть».

## Описание явления
Перед закатом, когда солнце находится близко к горизонту, небо вокруг него (если нет облаков) окрашивается в жёлтый или оранжево-красноватый цвет, иногда с коричневым оттенком. Это объясняется тем, что падающие под малым углом к горизонту солнечные лучи проходят длинный путь в атмосфере, при этом за счёт рассеяния света «синяя» (коротковолновая) часть спектра ослабляется больше, чем «красная» (длинноволновая), и атмосфера приобретает желтоватую и красноватую окраску.
После заката солнца над ним возникает яркое светлое пятно — «сияние зари», при этом цвет пятна меняется от жёлтого к жёлто-розовому или к так называемому пурпурному (при опускании солнца под горизонт на 2—3°), а над горизонтом появляются оранжевые и красные полосы. В противоположной части небосвода у горизонта наблюдаются тёмно-синяя полоса — тень Земли, а над ней оранжево-красная полоса — пояс Венеры. Голубоватое свечение над поясом Венеры объясняется однократным рассеянием света на большой высоте, а тёмно-синий цвет — многократным рассеянием света.
Пятно пурпурного цвета над зашедшим солнцем достигает максимальной яркости, когда солнце опустится под горизонт на 5°, и постепенно принимает форму сегмента, который освещает пейзаж (в особенности снежный) розоватым светом. Позднее пурпурный свет затухает, но оранжевые или красные цветные полосы над горизонтом становятся ярче. Беловатое или синеватое пятно сияния зари при этом медленно опускается вниз и тускнеет. При опускании солнца под горизонт на 7—8° (в начале навигационных сумерек) яркость неба резко падает. При опускании солнца на 12° цветные полосы над зашедшим солнцем становятся зеленоватыми, а при 18° исчезают окончательно.
Утренняя заря развивается аналогичным образом, но в обратном порядке. Вместе с тем утренняя заря отличается от вечерней меньшей насыщенностью цветов и большим разнообразием оттенков. Насыщенность цветов зари зависит от содержания в воздухе частиц аэрозоля — в чистом воздухе заря бледнее. Перед вечерней зарёй нагретая за день земная поверхность покрывается пылью, которую поднимают вверх воздушные потоки. Через пылевую завесу пробивается плохо рассеивающийся красный свет. За ночь воздушные слои очищаются, пыль оседает, поэтому утренняя заря отличается большей чистотой и разнообразием оттенков цвета.
После извержения вулкана Кракатау в 1883 году в течение длительного периода (несколько лет) во многих районах Земли, в том числе в Европе с ноября 1883 по февраль 1884 года, наблюдались необычные «красные сумерки». Огромное количество чрезвычайно мелкой пыли было поднято на большую высоту взрывом вулкана, а затем ветрами разнесено по всей Земле. Исследователи полагают, что именно эти яркие «красные сумерки» изображены на картине Эдварда Мунка «Крик» (1893).
Разнообразие и изменчивость зорь определяются сложным сочетанием эффектов однократного и многократного рассеяния света, а также поглощением и рефракцией световых лучей. Для прогноза погоды зоревые явления интереса не представляют.

## Галерея

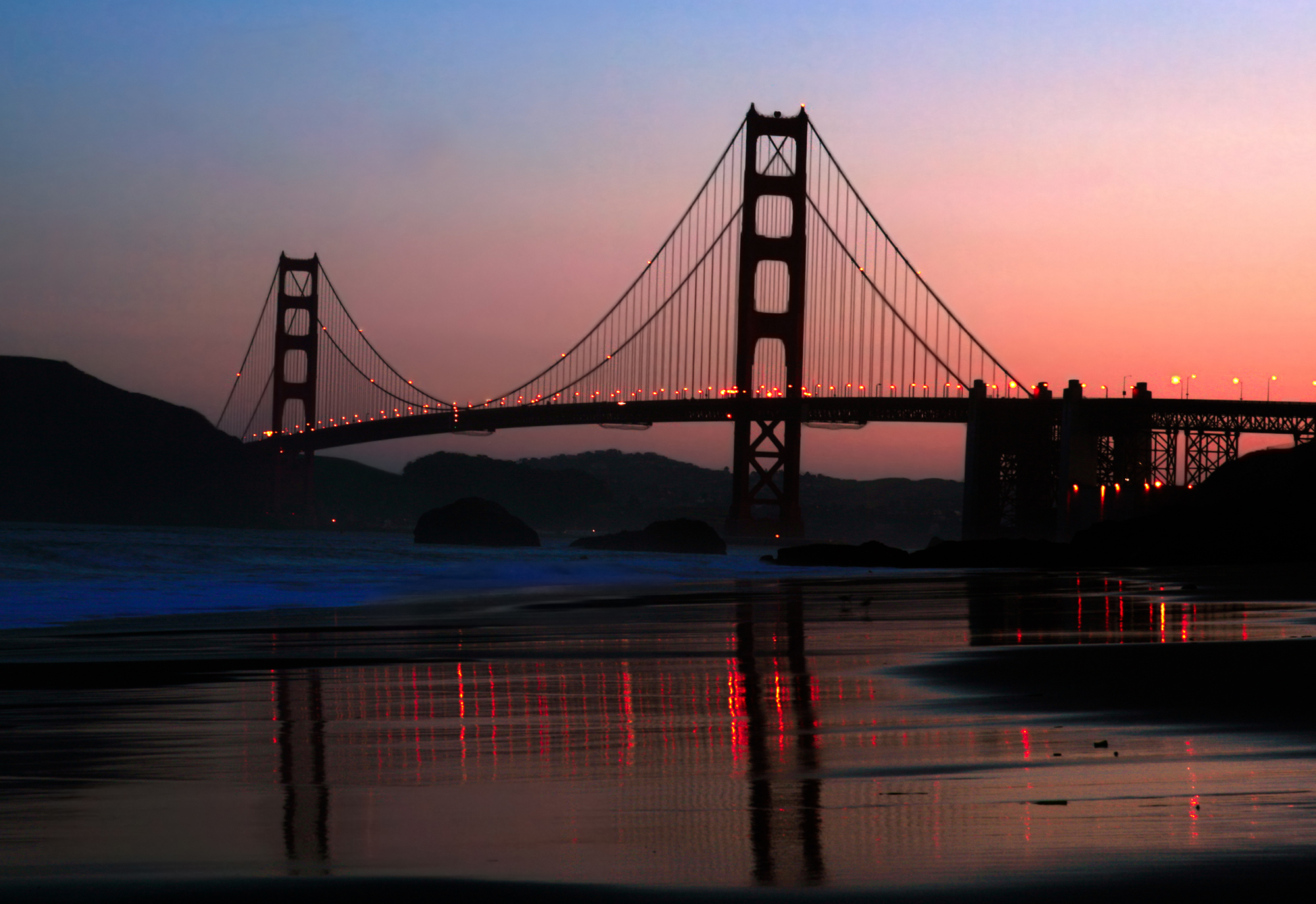
Сумерки в Сан-Франциско
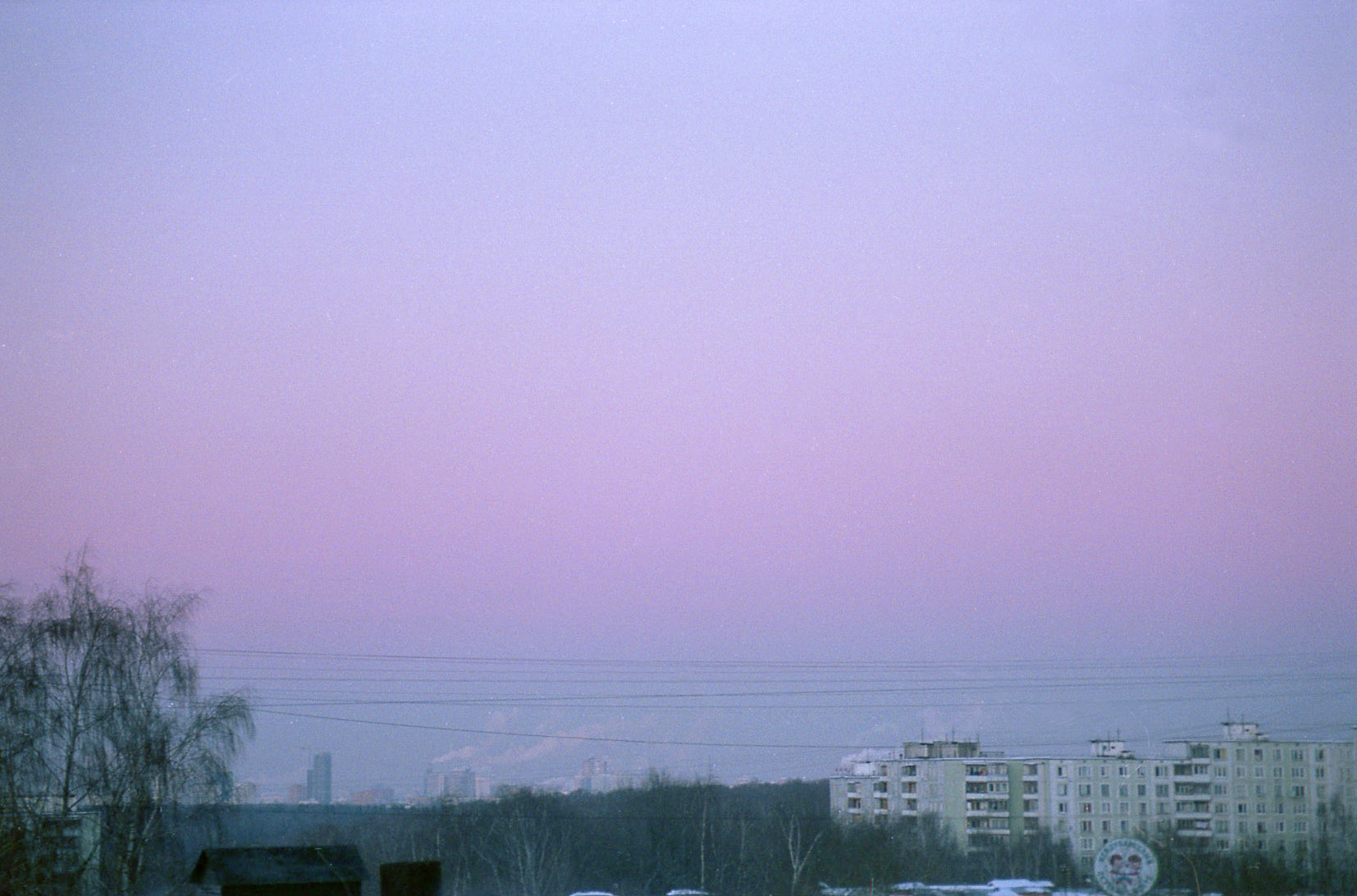
Пояс Венеры и тень Земли на небосводе
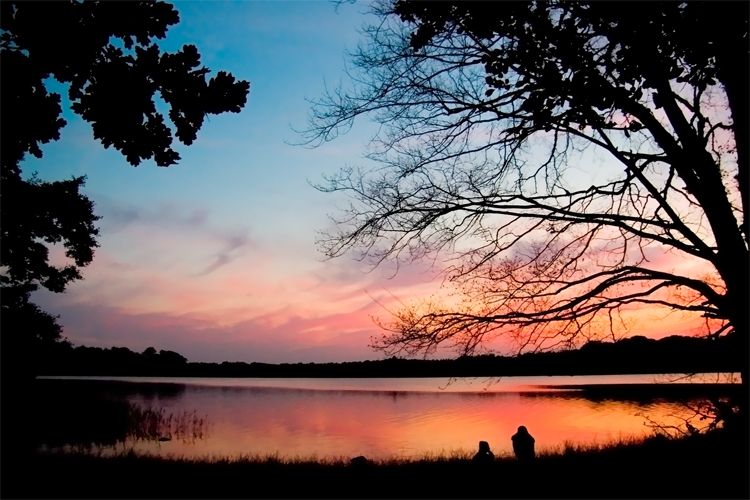
Закат на озере. Швеция
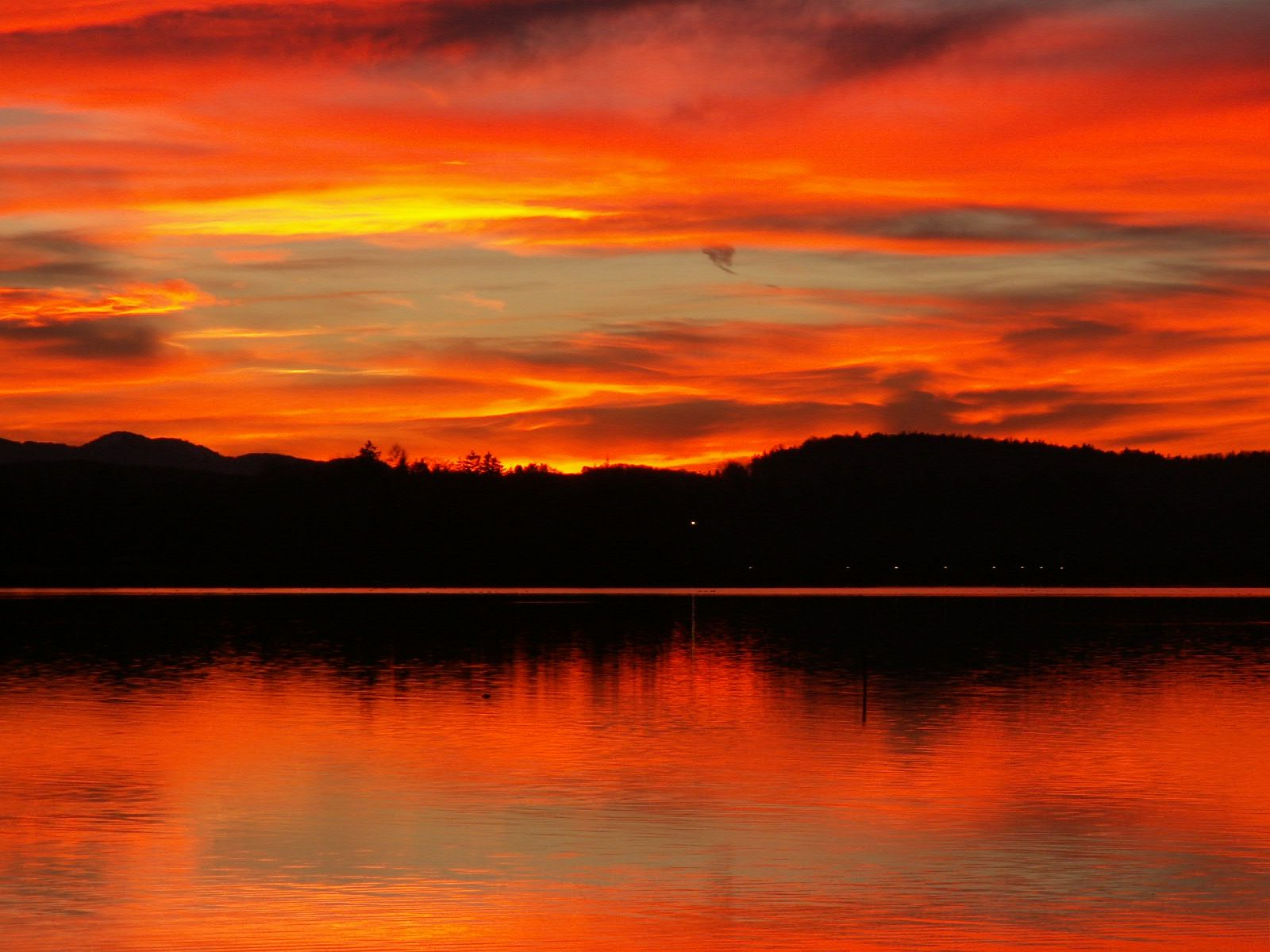
Закат на Штарнбергском озере
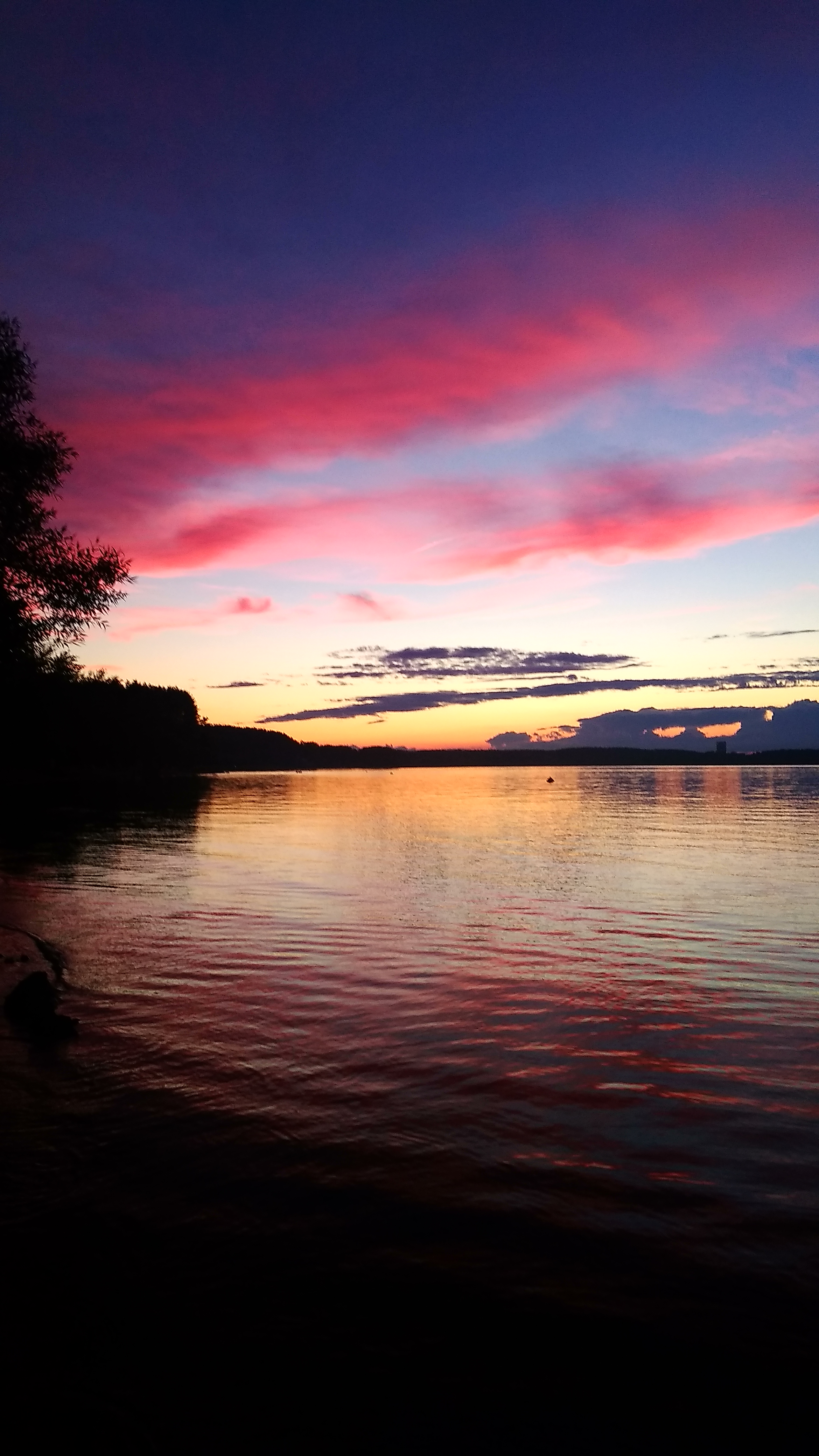
На Заславском водохранилище